# Поритко Іван
Іван Поритко (25 вересня 1895 р., с. Княгиничі, тепер Рогатинська міська громада, Івано-Франківська область — 31 січня 1980  Філадельфія, США) — поручник УГА, голова Видавничої Кооперативи „Червона Калина".

## Життєпис
Народжений 25 вересня 1895 року в Княгиничах (нині Рогатинська міська громада, Івано-Франківська область), був директором спершу повітового, потім окружного Союзу Кооператив у Рогатині, за фахом кооператор-економіст. У 1914 році вступив добровільцем до легіону Українських Січових Стрільців і перейшов із ним в Українській Галицькій Армії, як поручник, всю визвольну збройну кампанію, включно з польським табором полонених. 
У 1940 році керував торговельною централею Української Господарської Акційної Спілки в Любліні.
Від самого початку існування Об'єднання бувших вояків українців в Америці у жовтні 1949 року був постійно членом головної Управи тієї комбатантської організації, що об'єднувала головно колишніх вояків Армії УНР і УГА, був заступником голови та після смсрти д-ра Володимира Ґалана - головою тієї організації. Був засновником і довголітнім головою Суспільної Служби український комбатантських організацій, яка охоплювала всі існуючі наші комбатантські організації в ЗСА, включно з Братством кол. вояків 1 УД і Об'єднанням та Товариством кол вояків УПА. 
Був головою Братства колишніх Усусусів і головою Видавничої Кооперативи „Червона Калина". Довгі роки, аж до відходу на пенсію, працював в Українській Щадниці у Філядельфії. Довгі роки належав до верхівки ЗУАДК-у. Найбільш активний в українському кооперативному та -комбатантському русі, справжній самостійник і соборник, демократ, не належав до ніякої політичної партії в Америці, перед війною активний член УНДО. 
Помер у Філадельфії 31 січня 1980 році тут від інфаркту на 84 році життя. Залишив дружину Оксану, сина Юрія з невісткою Галиною і трьох братів - Богдана, Дамяна і Івана в Америці та родину в Україні.
Похований 5 лютого 1980 р. на цвинтарі Фокс Чейз.